# Gedare, Gauribidanur
Gedare là một làng thuộc tehsil Gauribidanur, huyện Kolar, bang Karnataka, Ấn Độ.